# Tears (compilation de Mika Nakashima)
Albums de Mika Nakashima
Real
(2013)
Tears est une compilation de Mika Nakashima. Elle est sortie sous le label Sony Music Associated Records le 5 novembre 2014 au Japon. Elle sort le même jour que la compilation Dears.
Elle atteint la 4e place du classement de l'Oricon. Elle se vend à 34 259 exemplaires la première semaine, et reste classé 6 semaines, pour un total de 65 617 exemplaires vendus.

## Liste des titres
| 1.  | Yuki no Hana (雪の華)                        |  |
| 2.  | Orion                                        |  |
| 3.  | Dear                                         |  |
| 4.  | Sakurairo Mau Koro (桜色舞うころ)            |  |
| 5.  | Ichiban Kirei na Watashi wo (一番綺麗な私を) |  |
| 6.  | Mienai Hoshi (見えない星)                    |  |
| 7.  | Always                                       |  |
| 8.  | Seppun (接吻)                                |  |
| 9.  | Aishiteru (愛してる)                         |  |
| 10. | Sunao na Mama (素直なまま)                   |  |

| 1.  | Legend (Main)                                          |  |
| 2.  | SAKURA ~Hanagasumi~ (SAKURA～花霞～)                   |  |
| 3.  | Fighter                                                |  |
| 4.  | Seven                                                  |  |
| 5.  | Hitoiro (一色)                                         |  |
| 6.  | Helpless Rain                                          |  |
| 7.  | Ashita Sekai ga Owaru Nara (愛詞 明日世界が終わるなら) |  |
| 8.  | Hitori (Single version) (ひとり)                       |  |
| 9.  | Ai Kotoba (愛詞 (あいことば))                          |  |
| 10. | Cry no More                                            |  |

| 1. | Yuki no Hana (Mika Nakashima Concert Tour 2004 Love Final) (雪の華)          |  |
| 2. | Orion (Mika Nakashima Concert Tour 2009 Trust Our Voice)                     |  |
| 3. | Dear (Mika Nakashima Concert Tour 2011 The Only Star)                        |  |
| 4. | Sakurairo Mau Koro (Mika Nakashima Let's Music Tour 2005) (桜色舞うころ)     |  |
| 5. | Mienai Hoshi (Mika Nakashima Concert Tour 2007 Yes My Joy) (見えない星)      |  |
| 6. | Aishiteru (Mika Nakashima The First Tour 2003) (愛してる)                    |  |
| 7. | Tsuitachi Kazumi Yoshimi ～Hitokoto Hen～ (一日一美嘉 ～一言篇～ (特典映像)) |  |